# Chriodorus atherinoides
Chriodorus atherinoides är en fiskart som beskrevs av Goode och Bean 1882. Chriodorus atherinoides ingår i släktet Chriodorus och familjen Hemiramphidae. Inga underarter finns listade i Catalogue of Life.